# Franz Harringer
Franz Harringer (* 1. März 1894 in Waldburg; † 4. April 1968 in Linz) war ein österreichischer Politiker (SPÖ) und Bundesbahnbediensteter. Er war von 1945 bis 1961 Abgeordneter zum Oberösterreichischen Landtag und von 1952 bis 1961 dessen Zweiter Landtagspräsident.

## Ausbildung und Beruf
Harringer absolvierte nach der Pflichtschule eine Lehre als Schlosser. Nach seinen Wanderjahren trat er 1912 in den Dienst der Steyr-Werke, 1919 wurde er Mitarbeiter der Österreichischen Bundesbahnen. Er war 1933 beruflich als Gewerkschaftsfunktionär aktiv, verlor jedoch 1934 nach dem Verbot der Gewerkschaft seine Anstellung. Dennoch arbeitete er illegal für die Gewerkschaft weiter. Nach insgesamt zehn Verhaftungen und 12 Hausdurchsuchungen wurde 1943 ein Prozess gegen ihn vor dem Volksgerichtshof in Wien eröffnet. Er wurde dort zu acht Monaten Kerker verurteilt, wobei ihn nur seine gute Berufsausbildung vor der Einlieferung in ein KZ schützte.

## Politik und Funktionen
Harringer begann seine politische Karriere als Gewerkschaftsfunktionär, wobei er anfangs Obmann-Stellvertreter des Metallarbeiterverbandes in den Steyrer-Werken war. Bei der Bahn war er als Gewerkschaftsvertrauensmann in der Bundesbahn-Hauptwerkstätte aktiv, ab 1933 arbeitete er als Landessekretär der Gewerkschaft und des Rechtsschutzvereins. Nach dem Ende des Zweiten Weltkrieges wirkte er bei Wiederaufbau der Demokratie in Oberösterreich mit und beteiligte sich am Aufbau der Kammer für Arbeiter und Angestellte für Oberösterreich, für die er sich zwischen 1946 und 1959 als Kammerrat engagierte. 1954 wurde er zum Vizepräsidenten der Arbeiterkammer gewählt. Er gehörte bereits in der ersten Legislaturperiode nach dem Zweiten Weltkrieg dem Oberösterreichischen Landtag als Vertreter der Sozialdemokraten an, wobei er am 13. Oktober 1945 angelobt wurde. Am 1. Oktober 1952 erfolgte seine Wahl zum Zweiten Landtagspräsidenten, eine Funktion, die er bis zum 15. November 1961 ausübte. Am selben Tag schied er auch als Abgeordneter aus dem Landtag aus. 